# Zelhem
Zelhem est un village appartenant à la commune néerlandaise de Bronckhorst. Le village compte environ 11 000 habitants.
Zelhem était une commune indépendante jusqu'au 1er janvier 2005. À cette date, elle a fusionné avec Hummelo en Keppel, Steenderen, Vorden et Hengelo pour former la nouvelle commune de Bronckhorst.